# Der auferstandene Christus (Tlalnepantla)

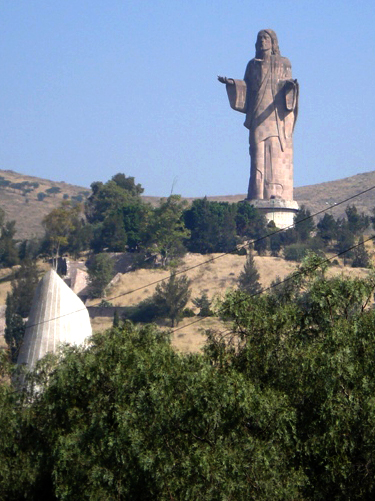
Cristo Resucitado, 1981

Der auferstandene Christus (spanisch: Cristo Resucitado, manchmal auch „Cristo Rey“, Christus der König, genannt) ist eine 33 Meter hohe Christusfigur auf einem Friedhof in Tlalnepantla de Baz im Bundesstaat México im zentralamerikanischen Land Mexiko. Das Ende der 1970er Jahre begonnene Werk des mexikanischen Bildhauers David Gutiérrez Becerril wurde im Jahr 1981 eingeweiht.

## Beschreibung
Das Monument steht auf einer Anhöhe im Zentrum der „Gärten der Erinnerung“, einer ausgedehnten Friedhofsanlage. Die Gesamthöhe beträgt 40 Meter, wovon rund sieben Meter auf den Sockel entfallen. 

Die Statue besteht aus rötlichen Steinquadern. Deren farbliche Variation verleiht der Figur eine spezielle Lebendigkeit. Die Hände sind zum Segen ausgestreckt, der Blick geht aber über das Gelände hinweg Richtung Süden, als würde der Christus auf die Hauptstadt ausgerichtet sein.

Mit ihren rund 33 Metern gilt die Figur als vierthöchste Christusstatue der Welt.